# مات لان
مات لان (بالإنجليزية: Matt Lane)‏ هو منافس ألعاب قوى أمريكي، ولد في 5 سبتمبر 1977.